# Peumo
Peumo é uma comuna da província de Cachapoal, localizada na Região de O'Higgins, Chile. Possui uma área de 153,1 km² e uma população de 13.948 habitantes (2002).